# Carlos Eduardo de Fiori Mendes
Carlos Eduardo de Fiori Mendes, meglio noto come Cadú (Andradina, 31 agosto 1986), è un ex calciatore brasiliano, di ruolo centrocampista.

## Palmarès

### Club

#### Competizioni nazionali
- Coppa di Serbia: 2

Stella Rossa: 2009-2010, 2011-2012
- Campionato moldavo: 2

Sheriff Tiraspol: 2013-2014, 2015-2016
- Coppa di Moldavia: 1

Sheriff Tiraspol: 2014-2015
- Supercoppa di Moldavia: 2

Sheriff Tiraspol: 2013, 2015
- Coppa di Malta: 1

Balzan: 2018-2019